# 洗碗天團
《洗碗天團》（前名︰大生意，英文：The Dishwasher Squad）是2023年香港溫情勵志片，由沈錫然編導，鄭伊健和任賢齊領銜主演，潘燦良及談善言主演。於2021年10月28日第18屆香港亞洲電影節首度公映。本片獲電影發展基金批出479萬元融資金額。

## 故事簡介
故事講述伊健飾演一名富二代，但遇上問題後人生失意，後來得好朋友任賢齊鼓勵，兩人決定一起合資創業，開設一間洗碗工場，而女主角談善言飾演一名社工，介紹了不少需要找工作的人去到小齊他們的洗碗工場工作。

## 角色介紹
- 鄭伊健
- 任賢齊
- 潘燦良
- 談善言
- 李浩軒
- 王靜文
- 麥詠楠
- 張滿源

## 製作
電影於2020年10月6日開機，片名《大Project》。10月21日片名改為《大生意》。

## 外部連結
- 香港影庫上《洗碗天團》的資料（繁體中文）
- 豆瓣电影上《洗碗天團》的資料 （简体中文）